# Riedelella ninae
Riedelella ninae är en plattmaskart som beskrevs av Timoshkin OA 1986. Riedelella ninae ingår i släktet Riedelella och familjen Rhynchokarlingiidae. Inga underarter finns listade i Catalogue of Life.